# 愛國革命
「愛國革命」(あいこくレボリューション)は、日本のヴィジュアル系バンド、R指定が2012年11月21日に発売した、通算11枚目となるシングル。

## 概要
- R指定初の連続シングルリリースで、3か月連続シングルリリースの第1弾シングル。前作「アイアムメンヘラ」から5か月ぶりのリリースとなった。
- 通常盤と初回限定盤の2形態でのリリースで、初回限定盤にはDVDが封入されており、表題曲「愛國革命」のPVとメイキング映像が収録されている他、2012年6月10日の赤坂BLITZで行われた『R指定 全国九大都市単独公演ツアーファイナル サラバココロノ病ミ』の中の演奏曲2曲が収録されている。

## 収録曲

### CD

#### 初回限定盤
1. 愛國革命
ライブ・ビデオ集『映像盤。参』には、ツアー『R-shitei oneman tour 2013 世界の終わり』の2013年7月21日のZepp DiverCity Tokyo公演のライブの映像が収録されている。なお、本楽曲のPVは、本作のほかにも、ビデオ・クリップ集『映像盤。弐』にも、収録されている。なお、PVは本作の他にも、ビデオ・クリップ集『映像盤。弐』にも収録されている。
2. 罪と罰
前曲と同様に、ライブ・ビデオ集『映像盤。参』には、ツアー『R-shitei oneman tour 2013 世界の終わり』の2013年7月21日のZepp DiverCity Tokyo公演のライブの映像が収録されている。

#### 通常盤
1. 愛國革命
2. 罪と罰
3. カルトライフ
通常盤のみの収録。

### 初回限定盤DVD
1. 愛國革命 PV
2. 愛國革命 PV Making
3. アイアムメンヘラ (ライブ映像)
実際のライブではオープニングナンバーとして演奏されていた。
曲の途中で、観客がタオルを振り回す演出がある。
4. Mr.ストレンジマン (ライブ映像)
実際のライブでは5曲目に演奏されていた。

## 収録アルバム
オリジナルアルバム
- 『VISUAL IS DEAD』(#1)

## 収録映像作品
PV収録作品
- 『映像盤。弐』(#1)

ライブ映像収録
- 『映像盤。参』(#1、#2)